# Boris Kodjoe
Boris Frederic Cecil Tay-Natey Ofuatey-Kodjoe (Wenen, 8 maart 1973) is een Duitse acteur.

## Levensloop
Kodjoe is een zoon van een Duitse psycholoog genaamd Ursula en een Ghanese arts genaamd Eric Kodjoe. Hij groeide, nadat zijn ouders waren gescheiden, op in Freiburg im Breisgau. Hij spreekt vloeiend Duits, Frans, Engels en een beetje Spaans. Kodjoe heeft een graad in marketing behaald aan de Virginia Commonwealth University in 1996.

## Filmografie

### Films
- Addicted (2014) Jason Reynard
- Whatever She Wants (2014) Julian
- Nurse (2013) John Rogan
- Baggage Claim (2013) Graham
- Resident Evil: Retribution (2012) Luther West
- Resident Evil: Afterlife (2010) Luther West
- The Confidant (2010) Nigel Patterson
- Surrogates (2009) Stone
- Starship Troopers 3: Marauder (2008) General Dix Hauser
- Alice Upside Down (2007) Mr. Edgecombe
- All About Us (2007) Edward Brown
- Madea's Family Reunion (2006) Frankie
- The Gospel (2005) David Taylor
- Doing Hard Time (2004) Michael
- Brown Sugar (2002) Kelby Dawson
- Love & Basketball (2000) Jason

### Televisie
- Station 19 (2019) - Robert Sullivan
- Code Black (2015-2018)- Dr Will Campbell
- Real Husbands Of Hollywood (2013-) - 'Boris Kodjoe'
- Undercovers (2010-2012) - Steven Bloom (dertien afleveringen)
- Nip/Tuck (2007) - Elton Forrest (één aflevering)
- Crossing Jordan (2007) - Detective Elliot Chandler (twee afleveringen)